# ふくしまラーメンショー
ふくしまラーメンショーは、福島県郡山市で毎年春に開催されるラーメンのイベント。主催は福島中央テレビ。

## 概要
毎年春のゴールデンウィークに郡山市の開成山公園（2019年からビッグパレットふくしま)で開催。入場は無料で、食費は全店共通のチケット制、トッピングのみ現金精算となっている。
第1回は2011年の夏に開成山公園で開催。その後、開催期間がゴールデンウィークに変更されてゴールデンウィークのイベントとして定着し、東北地方最大級のラーメンイベントといわれるまでに成長した。
2017年10月には姉妹イベントとして会津若松市の鶴ヶ城公園で会津ラーメンショーが開催された。